# Fairey Swordfish
Le Fairey Swordfish est un avion militaire embarqué britannique des années 1930-1940, fabriqué au départ à titre privé sous la dénomination TSR 1 par Fairey, et approuvé par les autorités en raison du succès des essais de catapultage depuis de grandes unités de la Royal Navy, en particulier le HMS Repulse. Le mot anglais swordfish signifie en français « espadon ». Cet appareil est surnommé durant sa carrière Stringbag (« filet à provisions ») par les aviateurs britanniques. Lent et pratiquement obsolète lors de sa mise en service, il garde cependant une place dans l'histoire de l'aviation grâce à d'importants faits d'armes et à son exceptionnelle longévité au sein de la Fleet Air Arm, qui l'emploie du 9 juillet 1936 au 21 mai 1945, carrière sans équivalent pour un aéronef de la Seconde Guerre mondiale, qui plus est de type biplan.

## Historique
Répondant à une demande pour un avion de reconnaissance et bombardier-torpilleur, le prototype du Swordfish vole pour la première fois le 10 juillet 1933. Il est cependant perdu lors d'un accident à peine deux mois plus tard. Après quelques modifications du fuselage et des plans de sustentation, le Swordfish reçoit l'approbation du Ministère de l'Air du Royaume-Uni, qui commande trois avions de présérie et 90 exemplaires en 1935.
Au total, pas moins de 2 391 exemplaires sont construits, utilisés principalement par la Royal Navy même si quelques-uns équipent brièvement la Royal Air Force et qu'une centaine d'avions sont achetés par le Canada. Le dernier exemplaire du Swordfish est livré en 1944, l'avion étant retiré du service actif après la fin de la Seconde Guerre mondiale.

## Variantes
- Swordfish Mk I : version initiale (989 exemplaires).
- Swordfish Mk II : équipé d’intrados métallique pour permettre l'emport de huit roquettes, nouveau moteur (1 080 exemplaires).
- Swordfish Mk III : équipé de radar air-surface Mark XI ASV sous le fuselage (320 exemplaires).
- Swordfish Mk IV : équipé d'un poste de pilotage fermé, c'est la version destinée au Canada (110 exemplaires modifiés à partir de Mk II).

Certains exemplaires étaient équipés de flotteurs pour décoller et amerrir

## Engagements

Un Swordfish à l’appontage sur l' après le torpillage du cuirassé Bismarck, le 26 mai 1941.

Au début de la Seconde Guerre mondiale, le Swordfish équipe huit des dix unités de la Royal Navy embarquées sur porte-avions, ainsi que sept autres unités dont quatre basées à terre. Il est engagé en particulier lors de la bataille de Mers el-Kébir contre la marine française puis, quelques mois plus tard, à la bataille de Tarente et la bataille du cap Matapan contre la marine italienne ainsi que depuis l'île de Malte avec un certain succès sur les navires ravitaillant les forces de l'Axe en Méditerranée. Le 27 mai 1941, les Swordfish du porte-avions Ark Royal aident à mettre hors d'état de nuire le cuirassé allemand Bismarck.
Ces succès ne doivent pas faire oublier que les Swordfish sont totalement obsolètes à cette époque, malgré leurs qualités de vol et leur maniabilité. Ils demeurent une plate-forme de largage de torpille exceptionnellement stable et pouvant voler à moins de deux mètres au-dessus des flots, ce qui les rend extrêmement difficiles à repérer, mais ils subissent de lourdes pertes face à la DCA ou l'aviation ennemie en raison de leur vitesse trop lente et de leur construction en bois entoilé. Lorsque les cibles sont protégées par des avions de combat monoplans modernes, les Swordfish sont particulièrement vulnérables.
En témoigne le carnage subi lors de l'opération Cerberus (la ruée sur la Manche) où les gros navires de guerre allemands initialement basés à Brest et harcelés par les bombardiers de la RAF forcent le pas de Calais pour regagner les ports Allemands. À cette occasion, une bonne coopération a été obtenue entre La Kriegsmarine et la Luftwaffe qui aligne plus de cent chasseurs Messerschmitt 109 commandés par l'as allemand Adolf Galland. Ils ne feront qu'une bouchée des nombreux Swordfish lancés (de façon assez improvisée) contre les navires Scharnhorst, Gneisenau et Prinz Eugen. Le Lieutenant de vaisseau Eugene Esmonde qui avait été le bourreau du Bismarck en détruisant son gouvernail est la victime la plus marquante de ce combat asymétrique.
Remplacés par des avions plus modernes à partir de début 1943, ils finissent la guerre en protégeant des convois maritimes contre les sous-marins allemands. Ils sont crédités de la destruction de quatorze U-Boot, grâce à leur équipement radar sous le fuselage et à la puissance destructrice de leurs huit roquettes de 5 pouces et 27 kilos. Leur maniabilité et l'agilité des pilotes de la Fleet Air Arm ne laissent aucune chance aux sous-marins surpris naviguant en surface lors d'opérations de renouvellement d'air ou de recharge de leurs batteries, qui n'ont pas le temps de plonger.
Un Swordfish a fait la première élimination d'un U-Boot par un avion de la Fleet Air Arm le 13 avril 1940 quand l'unité L 9767, équipée de flotteurs et catapultée du cuirassé HMS Warspite, a surpris le U-64 au mouillage au large de Bjerkvik, en Norvège, à la position géographique approximative de 68° 29′ N, 17° 30′ E, et l'a coulé avec deux bombes anti-sous-marines.

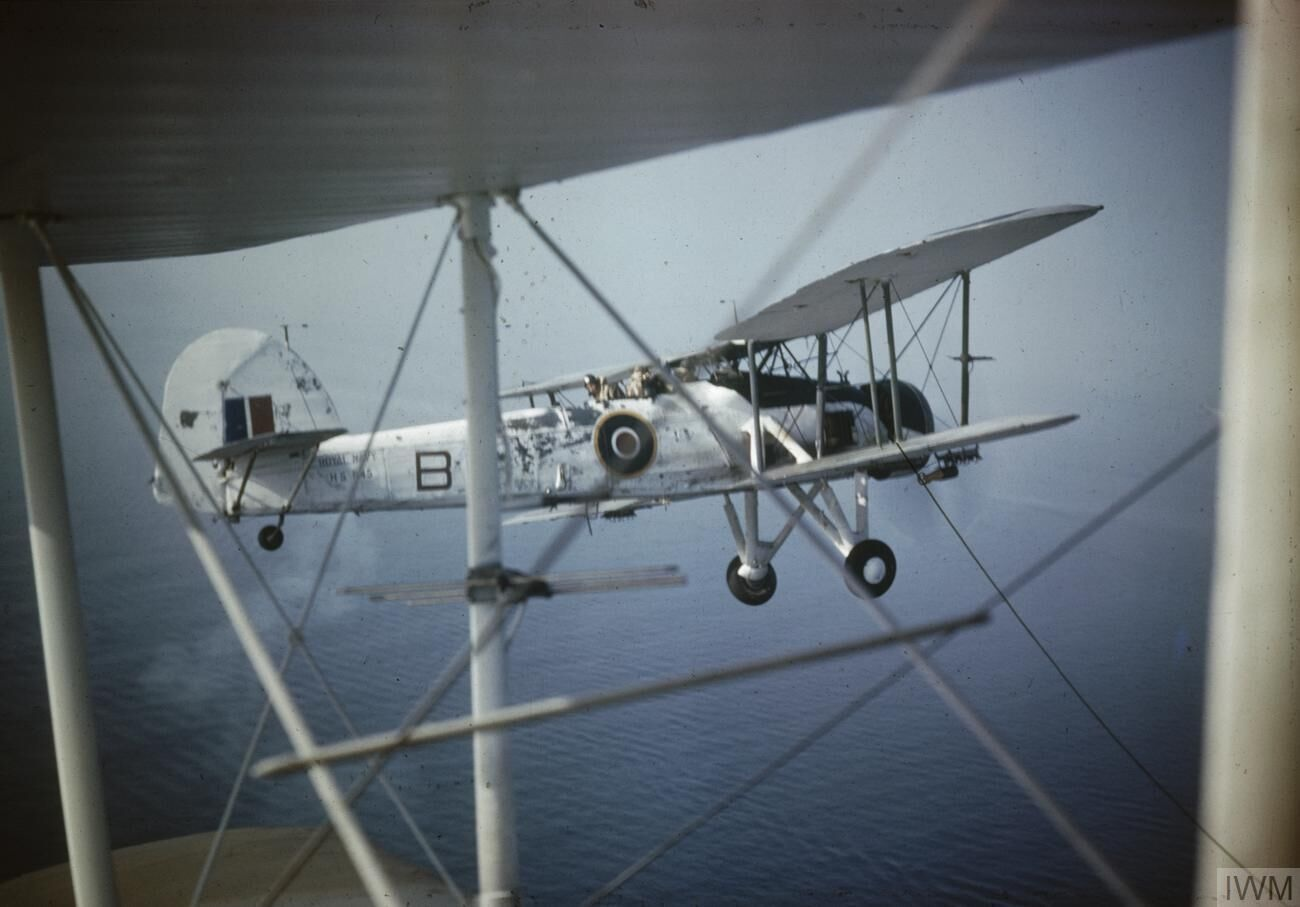
Un Fairey Swordfish Mark II, HS 545 "B" en vol, photographié depuis un autre avion, vers 1943/44.
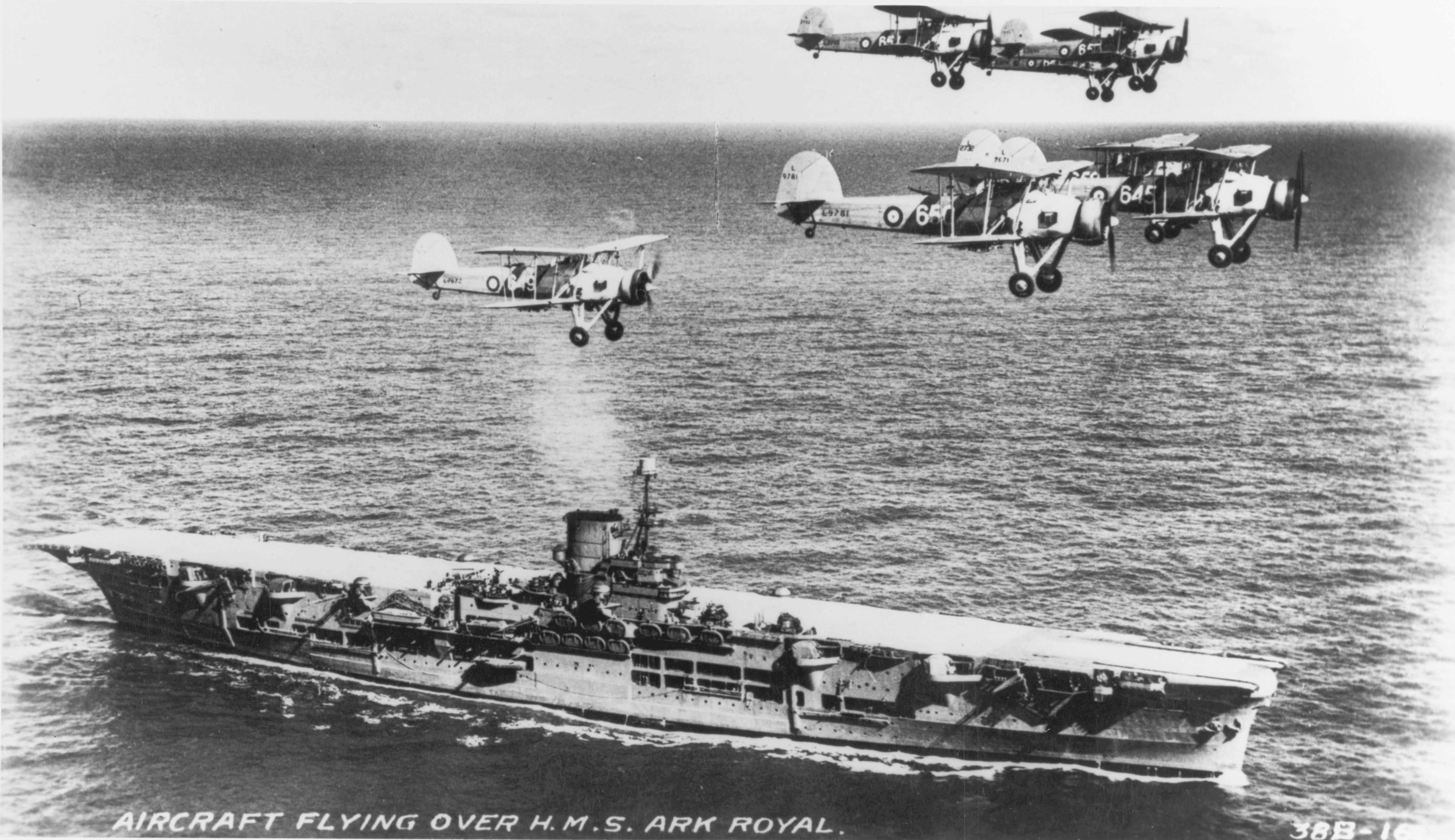
Escadrille de Swordfish I, survolant le porte-avion HMS Ark Royal en 1939.
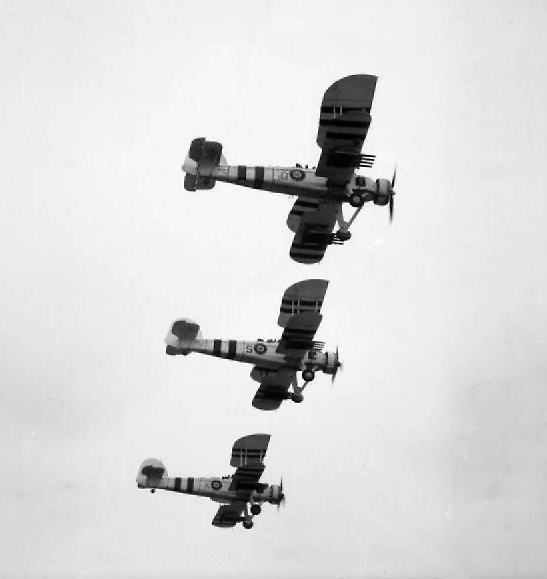
Swordfish armés de roquettes en août 1944.